# タキツバベスト
『タキツバベスト』は、タッキー&翼の1枚目のベストアルバム。2007年10月17日にavex traxから発売された。

## 解説
タッキー&翼のデビュー5周年記念作であり、初のベストアルバム。CD+DVDの青盤、CD2枚組の緑盤の初回生産盤2形態と、CDのみの赤盤の通常盤と全3形態で発売された。アルバムでは初となる、オリコンチャート1位を獲得。

## 収録曲

### CD
デビューミニアルバム『Hatachi』のリード3曲から、全シングルA面曲を収録。☆印はアルバム初収録曲。
1. Overture
作曲・編曲：YU
2. True Heart
作詞：松井五郎、作曲：M.Funemyr、編曲：CHOKKAKU
3. キ・セ・キ（滝沢）
作詞：Kenn Kato、作曲：Hironari Tatsumi、編曲：CHOKKAKU
TBS系ドラマ「太陽の季節」主題歌
4. Get Down（今井）
作詞・作曲：宮崎歩、編曲：ha-j
テレビ朝日系「裸の少年」エンディングテーマ
5. 卒業～さよならは明日のために～☆
作詞：Kenn Kato、作曲：松本良喜、編曲：CHOKKAKU
オリンパス「μデジタル」TV-CF
シングルバージョンはアルバム初収録。
6. 夢物語
作詞・作曲：羽場仁志、編曲：安部潤
CM:オリンパス「キャメディア」
7. One Day, One Dream
作詞：小幡英之、作曲：吉川慶、編曲：CHOKKAKU
日本テレビ系アニメ「犬夜叉」オープニングテーマ
8. 愛想曲（セレナーデ）
作詞・作曲：羽場仁志、編曲：h-wonder
オリンパス「μ-miniデジタル」TV-CF
9. 仮面
作詞：小幡英之、作曲：酒井ミキオ、編曲：鈴木雅也
映画:「MASK 2」日本語吹替版テーマソング
10. 未来航海☆
作詞：田形美喜子・森元康介、作曲：森元康介、編曲：CHOKKAKU
フジテレビ系アニメ「ワンピース」エンディングテーマ
11. Venus
作詞・作曲：羽場仁志、編曲：CHOKKAKU
TBS系「ズバリ言うわよ!」エンディングテーマ
ケータイ音楽配信サイト「ミュゥモ」TVCM
12. Ho! サマー☆
作詞・作曲：羽場仁志、編曲：CHOKKAKU
TBS系ドラマ30「がきんちょ～リターン・キッズ～」主題歌
東京ヤクルトスワローズキャンペーンソング
TBS系「ズバリ言うわよ!」エンディングテーマ
シングルバージョンはアルバム初収録。
13. ×～ダメ～☆
作詞：min-hwa、作曲：鈴木盛広、編曲：前嶋康明
TBS系「ズバリ言うわよ!」エンディングテーマ
14. Crazy Rainbow☆
作詞：森元康介・TAKESHI、作曲：森元康介、編曲：CHOKKAKU
フジテレビ系アニメ「ワンピース」オープニングテーマ
15. SAMURAI☆
作詞：羽場仁志・井筒日美、作曲：羽場仁志、編曲：CHOKKAKU
日本テレビ プロ野球中継 テーマソング
TBS系「ズバリ言うわよ!」エンディングテーマ
16. Daydreamer
作詞：藤井フミヤ、作曲：藤井尚之、編曲：増本直樹
通常盤（AVCD-23446）ボーナストラック
テレビ朝日系ドラマ「京都地検の女 第4シリーズ」主題歌

### 特典CD
初回限定盤B（AVCD-23444～5）

1曲目から9曲目まではデビュー前（ジャニーズJr.時代）に『ミュージックステーション』・『ザ少年倶楽部』などの音楽番組、LIVEDVDで披露していたオリジナル楽曲をファン投票で厳選した下記9曲を再録音したものを収録している。
1. REAL DX
作詞：くまのきよみ、作曲・編曲：木村真也
デビュー前とは異なり、こちらはデビュー後にキーを1つ下げた状態での収録となっており、ライブ・TV番組で披露していなかった幻の2番も収録されている。3rdアルバム『TEN』の10th PAST盤、PRESENT盤のDISC2（ベストアルバム）に再録され、同時にミュージックビデオ[2]も制作され同アルバムのFUTURE盤のDVDに収録された。Lastベストアルバム『Thanks Two you』にも収録されている。
2. Words of LOVE（滝沢）
作詞：滝沢秀明・相田毅、作曲・編曲：原一博
3. AXEL（今井）
作詞：相田毅、作曲：シライシ紗トリ、編曲：渡辺未来
Lastベストアルバムにも収録されている。
4. JOURNEY（滝沢）
作詞：Anderz Wrethov・Elin Wrethov・米山朋也、作曲：Anderz Wrethov、編曲：山口栄
フジテレビ系ドラマ「太陽は沈まない」挿入歌
5. DO ME CRAZY（今井）
作詞・作曲：オオヤギヒロオ、編曲：鈴木雅也
6. カミラ◆タマラ
作詞・作曲：オオヤギヒロオ、編曲：HΛL
Lastベストアルバムにも収録されている。
7. 恋よ
作詞：TAKESHI、作曲：寺田一郎、編曲：新川博
Lastベストアルバムにも収録されている。
8. きまぐれJET（滝沢）
作詞・作曲：TAKESHI、編曲：CHOKKAKU
Lastベストアルバムにも収録されている。
9. 流れ星（今井）
作詞：西野健次、作曲・編曲：見良津健雄
10. 愛してるぜT&T
作詞：タッキー&翼、作曲：TAKESHI、編曲：3-5-2
新録曲、Lastベストアルバムにも収録されている。

### 特典DVD
初回限定盤A（AVCD-23443/B）
1. 全シングルPVメドレー
  - True Heart
  - キ・セ・キ
  - Get Down
  - 卒業〜さよならは明日のために〜
  - 夢物語
  - One Day,One Dream
  - 愛想曲
  - 仮面
  - Venes
  - Ho! サマー
  - ×〜ダメ〜
  - Crazy Rainbow
  - SAMURAI
2. History Of Tacky&Tsubasa